# Малиновский, Алексей Фёдорович
Алексей Фёдорович Малиновский (1762—1840) — крупный русский археограф, сенатор, главный управляющий Московским архивом Коллегии иностранных дел. Брат первого директора Царскосельского лицея — Василия Фёдоровича Малиновского.

## Биография
Родился 2 (13) марта 1762 года в семье протоиерея, законоучителя Московского университета Фёдора Авксентьевича Малиновского.
В 1771 году определён в университетскую гимназию, где вскоре стал одним из лучших учеников. Увлекался историей, географией, русской литературой, иностранными языками.
В 1775 году произведён в студенты Московского университета, который успешно окончил 15 октября 1778 года и поступил в Межевую канцелярию Коллегии иностранных дел.
В марте 1780 года — актуариус (архивариус) Архива Коллегии иностранных дел.
В апреле 1783 года произведён в переводчики.
В мае 1803 года Малиновский — коллежский советник и помощник управляющего Архивом, Н. Н. Бантыш-Каменского.
В мае 1805 года произведен в статские советники, а в сентябре 1810 года — в действительные статские советники.
В 1812 году во время войны с Наполеоном Архив под его руководством был вывезен из Москвы сначала во Владимир, а затем в Нижний Новгород.
В сентябре 1814 года Малиновский был назначен главным управляющим Архивом и руководил им вплоть до своей смерти (в 1840) году. За это время сформировалось поколение образованной московской молодёжи — «архивные юноши».
В том же 1814 году одновременно назначен редактором по печатанию государственных грамот и договоров.
Не прекращая работу управляющим Архивом, с декабря 1819 года — сенатор по департаменту уголовных дел, а с 1810 по 1826 год — главный смотритель и устроитель Странноприимного дома графа Н. П. Шереметева.
За заслуги в области историографии и археографии Малиновский был избран членом Российской Академии Наук и председателем Общества истории и древностей Российских.
Являлся членом Московского университета и всех обществ при нём.
Будучи страстным любителем театра, Малиновский сам написал в 1799 году либретто к опере Ф. К. Блима «Старинные святки» (1800), которая пользовалась большим успехом.
К концу жизни Малиновский получил чин тайного советника.
Он автор многих исторических исследований и переводов, в том числе и многих пьес. Одной из заслуг Малиновского является его активное участие в переводе и первом издании рукописи «Слово о полку Игореве». Член Российской академии (1835).
Современники Малиновского воздавали ему должное за энциклопедические знания, бескорыстную помощь ученым, неутомимую научную и общественную деятельность. Он был награждён почетными дипломами многих научных и благотворительных обществ, многими орденами России.
Умер А. Ф. Малиновский 26 ноября (8 декабря) 1840 года.

## Семья

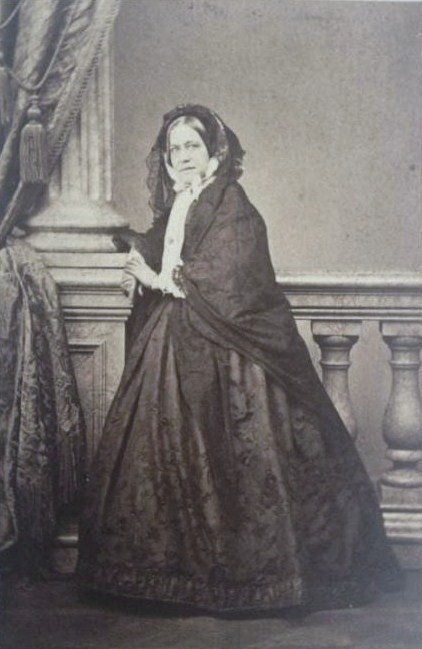
Екатерина Долгорукова

Был женат на Анне Петровне Исленьевой (01.02.1770—16.07.1847), любимой двоюродной племяннице и воспитаннице княгини Екатерины Дашковой, дочери генерал-лейтенанта Петра Алексеевича Исленьева (ум. 1826) от брака его с Елизаветой Петровной Хрущевой (1747—1810). Анна Петровна принимала участие в сватовстве Пушкина и была посаженой матерью невесты на его свадьбе. В браке супруги имели одну дочь:
- Екатерина Алексеевна (19.11.1811—14.08.1872), с января 1833 года замужем за штабс-ротмистром князем Ростиславом Алексеевичем Долгоруковым (1805—1849), сыном министра юстиции А. А. Долгорукова. Брак, встреченный с большой радостью семьей Малиновских, оказался неудачным. В начале 1840-х годов Екатерина Алексеевна рассталась с мужем, потому что несмотря на все своё терпение не могла больше выдержать его выходок. Он был плохим мужем и проматывал женино состояние, чем чуть не довел семью до нищеты. Оставив мужа, она с детьми жила в Петербурге в доме князей Долгоруковых, где её очень любили[1]. По отзывам современников, была умной и образованной женщиной, ученица Погодина, совместно с которым перевела «Всеобщую историю для детей» Шлецера. Подруга молодости Н. Н. Гончаровой, присутствовала у смертного одра Пушкина. Позднее её рассказы о поэте были записаны Бартеневым. Была приятельницей Лермонтова, служившего в одном полку с её мужем. В последние годы жила в своем имении Огаревка Богородицкого уезда Тульской губернии, где и была похоронена.
  - Её дети: Ольга (1835—1899; замужем за Дмитрием Александровичем Олсуфьевым, почти все время жила в Париже); Владимир (1837—1894; член правления Московского земельного банка) и Михаил (1841—1916; окончил физико-математический факультет Московского университета, после изучал химию в Женевском университете. В Бухаресте женился на Лидии Алексеевне Писаревой (1851—1916)[2]. Жил с ней вдвоем и детей не имел. Коллежский советник и уездный предводитель дворянства Богородицкого уезда. В своем имении Огаревка занимался химическими опытами, открыл земскую школу и построил больницу, там же хранилась обширная библиотека его деда Малиновского, в которой в 1893 году Н. В. Чехов обнаружил рукописный сборник Кирши Данилова. Последние годы жил зимой в Ялте, где у него была своя дача. Умер с женой в один год и вместе они похоронены в имении Кудрино Богородицкого уезда Тульской губернии[3].